# Territoriales Führungskommando der Bundeswehr
Koordinaten: 52° 33′ 30″ N, 13° 19′ 18,7″ O
Das Territoriale Führungskommando der Bundeswehr (TerrFüKdoBw oder TFK) war eine dem deutschen Bundesministerium der Verteidigung unmittelbar nachgeordnete, zum 1. Oktober 2022 aufgestellte höhere Kommandobehörde in der Julius-Leber-Kaserne in Berlin.
Das TerrFüKdoBw hatte das bisherige Kommando Territoriale Aufgaben der Bundeswehr (KdoTerrAufgBw) abgelöst und hat rund 550 militärische und zirka 250 zivile Dienstposten umfasst. Der Aufstellungsappell fand am 26. September 2022 in Anwesenheit der Verteidigungsministerin Christine Lambrecht und des Generalinspekteurs der Bundeswehr, General Eberhard Zorn, in der Julius-Leber-Kaserne in Berlin statt.
Am 4. April 2024 gab Verteidigungsminister Boris Pistorius bekannt, dass das TerrFüKdo mit dem Einsatzführungskommando zu einem neuen Operativen Führungskommando der Bundeswehr (OpFüKdoBw) zusammengefasst werden soll. Mit dem Aufstellungsappell des OpFüKdoBw wurde das TerrFüKdoBw am 9. April 2025 außer Dienst gestellt.

## Auftrag
Das TerrFüKdoBw war während seiner Existenz das höchste nationale Kommando für Operationen der Bundeswehr in Deutschland. Damit war es für die operative Führung der im Heimat- und Katastrophenschutz sowie allgemein im Innern eingesetzten Bundeswehrkräfte, insbesondere im Rahmen der zivil-militärischen Zusammenarbeit verantwortlich. Zusätzlich stellte es die Planung, Koordinierung und Führung nationaler Verlegungen sowie die Verlegung alliierter Kräfte durch Deutschland (Host Nation Support HNS) sicher. Die Entscheidung zur Aufstellung des Kommandos fiel unter anderem in Folge der Erfahrungen aus der COVID-19-Pandemie in Deutschland, der Amtshilfe im Rahmen der Flutkatastrophe im Juli 2021 sowie im Zuge des russischen Überfalls auf die Ukraine 2022.
Das TerrFüKdoBw ergänzte dabei die Führungsstruktur für den Einsatz der Bundeswehr im Inneren gemäß der Vorgaben des Grundgesetzes (Art. 35 Abs. 1 Amtshilfe, Art. 35 Abs. 2 Satz 2, Abs. 3 Katastrophenhilfe, Art. 87a Abs. 4 i. V. m. Art. 91 Abs. 2 Innerer Notstand sowie Art. 80a, Art. 115a Abs. 1 Verteidigungs- oder Spannungsfall GG) und bildete das Pendant zum Einsatzführungskommando der Bundeswehr, welchem die Truppenteile in den Auslandseinsätzen der Bundeswehr unterstellt waren.
Die Aufgaben des TerrFüKdoBw waren:
- Operative Führung nationaler Kräfte im Rahmen des Heimatschutzes, einschließlich der Amts- und Katastrophenhilfe sowie der Zivil-Militärischen Zusammenarbeit
- Sicherstellung der nationalen Führungsfähigkeit
- Bündelung dieser Aufgaben mit kurzen Wegen zur Bundesregierung, den Ländern und anderen relevanten Akteuren
- Bereitstellung von Kräften, um in besonderen Situationen schnell den Aufbau eines nationalen Krisenstabes für die Bundesregierung sicherzustellen
- 365 Tage im Jahr rund um die Uhr operativ führungsfähig (Kommandozentrale)
- Nationale Verlegungen gemäß der Planung der NATO im Rahmen der Landes- und Bündnisverteidigung sowie Host Nation Support
- Schutz von verteidigungswichtiger kritischer Infrastruktur im Verteidigungsfall (Operationsplan Deutschland)

## Struktur
Das TerrFüKdoBw war unmittelbar dem Generalinspekteur unterstellt und somit nicht Teil eines Organisationsbereichs. Dem Befehlshaber des Kommandos wurden die bisherigen Aufgaben des Nationalen Territorialen Befehlshabers, welcher bis dato der Inspekteur der Streitkräftebasis war, übertragen. Zur Wahrnehmung dieser Funktion wurden dem TerrFüKdoBw u. a. die Landeskommandos, die Heimatschutzkräfte und das Multinational CIMIC Command unterstellt. Zusätzlich sind dem Kommando die deutschen Elemente internationaler Führungsstrukturen zugeordnet worden. Der bisherige Befehlshaber des KdoTerrAufgBw, Generalleutnant Carsten Breuer, leitete den Aufstellungsstab des TerrFüKdoBw und war auch sein erster Befehlshaber.
An der Spitze des Kommandos stand der Befehlshaber mit seinem Stellvertreter und dem Chef des Stabes. Unterstützt wurde die „Führung“ von Experten, wie z. B. der Bereiche Rechtsberatung und der Presse.
Die einzelnen Stabsabteilungen waren nach dem Muster multinationaler Stäbe gegliedert, weil das TerrFüKdoBw dazu befähigt war, Teilstreitkräfte-übergreifende Operationen (engl. „joint operations“) zu führen. Die neun Abteilungen des Kommandos waren:
- J1 - Personal
- J2 - Militärisches Nachrichtenwesen
- J3 - Führung laufender Operationen
- J4 - Logistik
- J5 - Planung von Operationen und Weiterentwicklung
- J6 - Führungsunterstützung
- J7 - Ausbildung und Übungen
- J8 - Haushalt und Finanzen
- JMed - Sanitätsdienst

## Ehemalige unterstellte Truppenteile
Mit Aufstellung des Unterstützungskommandos der Bundeswehr am 1. Oktober 2024 wurden das Personal und die Aufgaben des Territorialen Führungskommando Schritt für Schritt dem neuen Kommando unterstellt und das Territoriale Führungskommando spätestens zum 1. Oktober 2025 aufgelöst.
- Multinational CIMIC Command, Nienburg/Weser
- Truppenübungsplatzkommandanturen (Bereiche NORD, OST und SÜD)
- Wachbataillon BMVg, Berlin - seit dem 1. Oktober 2024 dem Kommando Feldjäger unterstellt
- Multinationales Kommando Operative Führung (deutsche Anteile), Ulm
- Joint Support and Enabling Command (deutsche Anteile), Ulm

### Landeskommandos
- Landeskommando Baden-Württemberg
- Landeskommando Bayern
- Landeskommando Berlin
- Landeskommando Brandenburg
- Landeskommando Bremen
- Landeskommando Hamburg
- Landeskommando Hessen
- Landeskommando Mecklenburg-Vorpommern
- Landeskommando Niedersachsen
- Landeskommando Nordrhein-Westfalen
- Landeskommando Rheinland-Pfalz
- Landeskommando Saarland
- Landeskommando Sachsen
- Landeskommando Sachsen-Anhalt
- Landeskommando Schleswig-Holstein
- Landeskommando Thüringen

Teile der Landeskommandos der Bundeswehr wurden zum 1. Oktober 2024 dem Streitkräfteamt unterstellt, das zur Streitkräftebasis gehört. Dies betrifft die Jugendoffiziere, die Familienbetreuungsorganisation, die Betreuungsstellen der Zivilberuflichen Aus- und Weiterbildung sowie die Bundeswehrfachschulbetreuungsstellen. Die Landeskommandos selbst bleiben erhalten und wurden dem Operativen Führungskommando unterstellt.

## Unterbringung
Das Kommando war in Berlin in der Julius-Leber-Kaserne untergebracht. 

## Führung
Der Befehlshaber des Kommandos war gleichzeitig Nationaler Territorialer Befehlshaber und verantwortlich im Heimatschutz für die Aufgaben der subsidiären Hilfeleistungen und in der Nationalen Territorialen Verteidigung für die Einsatz- und Operationsführung für die in nationaler Verantwortung verbleibenden Aufgaben auf deutschem Territorium sowie die Führung von Kräften.
| Nr. | Name                           | von           | bis           |
| --- | ------------------------------ | ------------- | ------------- |
| 1   | Generalleutnant Carsten Breuer | 26. Sep. 2022 | 17. März 2023 |
| 2   | Generalleutnant André Bodemann | 1. Apr. 2023  | 9. April 2025 |

| Nr. | Name                       | von           | bis           |
| --- | -------------------------- | ------------- | ------------- |
| 1   | Generalmajor Andreas Henne | 26. Sep. 2022 | 9. April 2025 |

| Nr. | Name                        | von           | bis           |
| --- | --------------------------- | ------------- | ------------- |
| 1   | Brigadegeneral Tilo Maedler | 26. Sep. 2022 | 9. April 2025 |